# Binh chủng Hải quân Đánh bộ, Quân đội nhân dân Việt Nam
Binh chủng Hải quân Đánh bộ là một binh chủng thuộc Quân chủng Hải quân Việt Nam có nhiệm vụ đóng quân bảo vệ các đảo, đá hoặc tấn công, đổ bộ bằng đường biển lên đất liền hoặc lên các đảo bị nước ngoài chiếm đóng, bảo vệ chủ quyền lãnh thổ, lãnh hải của Việt Nam.

## Lịch sử

### Buổi đầu thành lập
Tháng 4 năm 1975, khi Chiến dịch Hồ Chí Minh đang được tiến hành gấp rút nhằm chuẩn bị giải phóng hoàn toàn miền Nam, thống nhất đất nước thì 1 cánh quân khác được giao nhiệm vụ tiến ra biển, thực hiện Chiến dịch giải phóng Trường Sa. Đó chính là Đoàn C75 gồm đoàn Đặc công Hải quân 126, Tiểu đoàn đặc công nước 471  và Tiểu đoàn 4, Trung đoàn 38, Sư đoàn 2 (Quân khu 5), một bộ phận của Trung đoàn pháo binh 368 (số lượng ít) sử dụng ba tàu vận tải T673, T674, T675 vốn trước đây là các "tàu không số" với thủy thủ đoàn hơn 60 người có kinh nghiệm đi biển của Đoàn hải quân vận tải 125 tổ chức hành quân ra chiếm các đảo trên quần đảo Trường Sa. Chiến dịch đã giải phóng thành công nhiều hòn đảo ở Trường Sa đang nằm trong tay quân Việt Nam Cộng hòa.
Ngày 5 tháng 9 năm 1975, Bộ Quốc phòng ra Quyết định số 113/QĐ-QP sáp nhập Đoàn 126 đặc công Hải quân với Trung đoàn 46 bộ binh (Sư đoàn 325, Quân đoàn 2) thành Lữ đoàn 126 Hải quân đánh bộ trực thuộc Bộ Tư lệnh Hải quân. Chấp hành mệnh lệnh của Bộ Quốc phòng, ngày 10 tháng 10 năm 1975, Thiếu tướng Đoàn Bá Khánh, Tư lệnh Quân chủng Hải quân ra Quyết định số 1157/TL triển khai thực hiện việc sáp nhập Trung đoàn 126 Đặc công với Trung đoàn 46 và Tiểu đoàn 4 (từ Trung đoàn 38, Sư đoàn 2, Quân khu 5) bộ binh thành Lữ đoàn 126 Hải quân đánh bộ theo quyết định của Bộ. Lữ đoàn 126 Hải quân đánh bộ làm nhiệm vụ đóng giữ quần đảo Trường Sa.
Ngày 5 tháng 7 năm 1978, Bộ Quốc phòng ra Quyết định số 503/QĐ-QP thành lập Trung đoàn 147 Hải quân đánh bộ (Mật danh M47) trực thuộc Bộ Tư lệnh Hải quân. Đây là đơn vị hải quân đánh bộ thứ hai của Quân chủng Hải quân. Ngày 12 tháng 2 năm 1979, Bộ Quốc phòng ra quyết định nâng cấp Trung đoàn Hải quân đánh bộ 147 thành Lữ đoàn Hải quân đánh bộ 147.
Bên cạnh đó, ngày 30 tháng 12 năm 1975, Bộ Tổng Tham mưu ra Quyết định số 25/TMQĐ điều Trung đoàn 101 bộ binh (Tiền thân là Trung đoàn 101C, Sư đoàn 325C, thành lập ngày 20/9/1965), các đơn vị pháo mặt đất, pháo cao xạ thuộc Quân khu 9 ở các đảo Phú Quốc, Nam Du về trực thuộc Quân chủng Hải quân. Ngày 22 tháng 4 năm 1978, Bộ Tổng Tham mưu ra Quyết định số 87/QĐ-QP nâng cấp Trung đoàn 101 thành Lữ đoàn 101 phòng thủ đảo Phú Quốc trực thuộc Bộ Tư lệnh Vùng 5 duyên hải.
Như vậy, đến thời điểm cuối năm 1978, Binh chủng hải quân đánh bộ bao gồm 2 lữ đoàn 126 và 147.

### Chiến tranh biên giới Tây Nam

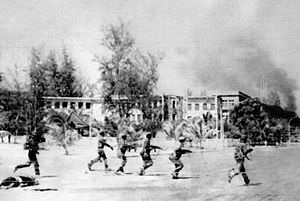
Những người lính Hải quân lục chiến cũng góp phần không nhỏ vào sự thành công của Chiến dịch phản công biên giới Tây Nam,trong hình là những người lính Quân đội nhân dân Việt Nam đang tiến vào thủ đô Phnom Penh của Campuchia năm 1979.

Ngay sau khi thành lập, lực lượng hải quân đánh bộ Việt Nam đã bắt đầu tham chiến. Cuối năm 1978, lữ đoàn Hải quân đánh bộ 126 đã tham gia phòng thủ biển đảo, biên giới Tây Nam nhằm chống lại lực lượng Khmer Đỏ đang quấy phá biên giới và có âm mưu tấn công Việt Nam.
Phối hợp với các quân khu, trên hướng biển, Bộ Tư lệnh Hải quân điều động lực lượng của các tiểu đoàn 861, 862, 863, 864 và các đại đội 23,24,25,26,27 của Lữ đoàn Hải quân đánh bộ 126 tham gia chiến đấu cùng các lực lượng vũ trang Quân khu 7, Quân khu 9, bảo vệ khu vực Xa Mát, kênh Vĩnh Tế (Tây Ninh, Châu Đốc). Sau hơn 3 tháng từ 15/3 đến 1/7/1978, trên hướng Tây Ninh, An Giang, Hà Tiên, Lữ đoàn Hải quân đánh bộ 126  đã chiến đấu 38 trận lớn nhỏ, loại khỏi vòng chiến đấu trên 1000 tên địch, trong đó tiêu diệt 730 tên, thu nhiều súng đạn các loại. Các Tiểu đoàn 862, 863, 864 liên tục tiến công địch, bí mật luồn sâu, bao vây, vu hồi, đánh sâu trong lòng địch, đẩy chúng vào thế bị động, lúng túng, hoang mang, khiếp sợ.
Tháng 1 năm 1979, Lữ đoàn Hải quân đánh bộ 126 và Lữ đoàn bộ binh 101 tham gia Chiến dịch phản công biên giới Tây-Nam Việt Nam, nổi bật là chiến dịch đổ bộ núi Tà Lơn.
Trong hai ngày 4, 5 tháng 1 năm 1979, từ Đảo Phú Quốc, hai phân đội Hải quân Việt Nam gồm một số tàu tuần tiễu loại lớn của Mỹ, hai Tàu khu trục Petya của Liên Xô, cùng nhiều tàu chiến nhỏ chuẩn bị chuyển Lữ đoàn Hải quân 101 và 126 đổ bộ. Hải quân cũng lập trận địa pháo 130mm ở mũi đảo Phú Quốc để yểm trợ cho lực lượng đổ bộ.
Sẩm tối ngày 6 tháng 1, toán quân đặc công gồm 87 người bí mật đổ bộ và tấn công chiếm một trận địa pháo Khmer Đỏ bảo vệ bờ biển, cùng lúc, pháo 130mm bắt đầu bắn phá các vị trí quân Khmer Đỏ. Lập tức các thuyền tuần tiễu loại nhỏ của Khmer Đỏ xuất kích từ quân cảng Ream và các bến cảng nhỏ tấn công vào Hải quân Việt Nam. Sau một trận giao chiến trên biển, do có ưu thế về số lượng và hỏa lực, Hải quân Nhân dân Việt Nam đẩy lùi hoặc đánh chìm hầu hết các tàu Khmer Đỏ, nhưng cũng có một tàu của Việt Nam cũng bị trúng đạn, khiến nhiều thủy thủ bị thương vong. Số tàu phóng lôi Khmer Đỏ chạy thoát khỏi cuộc hải chiến và các cuộc không kích của Không quân Nhân dân Việt Nam, đến ngày 16 tháng 1 lại bị Hải quân Việt Nam chặn đánh trong vịnh Thái Lan và bị tiêu diệt gần hết.
Tối ngày 7 tháng 1, Lữ đoàn hải quân đánh bộ 126 tiến hành đổ bộ ở chân núi Bokor, nằm ở khoảng giữa thị xã Kampot và cảng Sihanoukville. Lữ đoàn đổ bộ được toàn bộ 3 tiểu đoàn và số xe lội nước, xe bọc thép, nhưng do thủy triều lên cao, không có đủ chỗ triển khai đội hình, nên không đổ bộ được số xe tải, và đến tối, 3 tiểu đoàn nữa theo dự định cũng sẽ đổ bộ lại phải rút ra ngoài.
Theo kế hoạch, lực lượng Hải quân đánh bộ phải triển khai một lực lượng lớn, theo vùng ven biển đánh chiếm cùng lúc hai cây cầu quan trọng và giao điểm Veal Renh dẫn về bán đảo Kampong Som. Tuy nhiên, một chỉ huy lực lượng lính thủy đánh bộ do nóng vội, đã tập hợp tiểu đoàn của mình, chở trên 12 xe tăng và xe bọc thép tiến về Sihanoukville trước khi trời sáng. Đơn vị này bị một lực lượng lớn Khmer Đỏ vây đánh từ chiều, qua đêm đến suốt ngày hôm sau và cuối cùng bị tiêu diệt gần như hoàn toàn. Đến đêm ngày 7 tháng 1, Hải quân mới đổ bộ thêm được 3 tiểu đoàn của Lữ đoàn 126 và 2 tiểu đoàn của Lữ đoàn 101 lên bãi biển, nhưng số xe tải phải đến ngày 8 tháng 1 mới lên bờ được.
Sư đoàn 304 vốn được dùng làm dự bị để tham gia đánh về Phnom Penh, nhưng do Quân đoàn 3 và 4 đã đánh được Phnom Penh từ ngày 7 tháng 1, nên tướng An dùng sư đoàn này để nhanh chóng giải cứu lực lượng lính thủy đánh bộ và đánh chiếm thành phố cảng Sihanoukville của Campuchia. Dẫn đầu bởi một đơn vị xe M-113, Trung đoàn 66 của sư đoàn, kế tiếp là Trung đoàn 9 hành quân suốt đêm ngày 9.
Ngày 9 tháng 1, Trung đoàn 66 sau khi gặp lực lượng Hải quân đánh bộ, chuẩn bị giao chiến: không lặp lại sai lầm của Hải quân, Trung đoàn 66 tổ chức chiếm cao điểm xung quanh thành phố trước khi phối hợp với hải quân đánh bộ đánh vào thành phố. Sau khi đánh tan được Sư đoàn 230 Campuchia, quân Việt Nam chiếm được Kampot. Trung đoàn 9 không đến kịp vì một cây cầu sụp đổ khi xe tăng dẫn đầu trung đoàn đi qua. Khi Trung đoàn 9 và Lữ đoàn xe tăng 203 đến thành phố thì Kampot đã rơi vào tay quân Việt Nam, nên lực lượng này được đưa đi đánh quân cảng Ream. Được sự trợ lực của pháo hải quân bắn từ bến cảng lên, cánh quân này chiếm được quân cảng Ream và hải cảng Kampong Som. Tuy nhiên, vì không chuẩn bị kịp về tiếp liệu, quân Khmer Đỏ đã có thể phản công chiếm lại Kampong Som ngày 14 tháng 1, nhưng quân Việt Nam tái chiếm lại vào ngày hôm sau.
Hai lữ đoàn 101 và Hải quân đánh bộ 126 vẫn tiếp tục phối hợp với các đơn vị bộ binh, tăng-thiết giáp,pháo binh và không quân tấn công tiêu diệt nốt những cánh quân còn lại của Khmer Đỏ cho đến khi chiến dịch phản công kết thúc vào ngày 17 tháng 1.
Như vậy, trong Chiến tranh biên giới Tây Nam, Binh chủng hải quân đánh bộ bao gồm 2 lữ đoàn 126 và 147. Ngoài ra, Lữ đoàn 101 Bộ binh hải quân cũng thực hiện nhiệm vụ như một lữ đoàn hải quân đánh bộ

### Từ năm 1979 tới nay
Ngày 23 tháng 6 năm 1981, Bộ Tổng Tham mưu ra Quyết định số 265/QĐ-TM điều Lữ đoàn Hải quân đánh bộ 147 về trực thuộc Vùng 1 Hải quân.
Từ năm 1979 đến năm 1983, Lữ đoàn bộ binh hải quân 101 đã tham gia chiến đấu bảo vệ Tổ quốc ở biên giới Tây Nam và thực hiện nghĩa vụ quốc tế ở Campuchia được Nhà nước phong tặng danh hiệu "Đơn vị Anh hùng lực lượng vũ trang nhân dân". Sau gần bốn năm làm nhiệm vụ ở Campuchia, do yêu cầu tinh giản biên chế và tình hình vùng biển Tây Nam bớt căng thẳng, ngày 22 tháng 1 năm 1983, Bộ Tổng Tham mưu đã ra Quyết định số 101/QĐ-QP giải thể Lữ đoàn 101. Một số cán bộ, chiến sĩ của Lữ đoàn 101 sau giải thể được tăng cường về xây dựng Lữ đoàn Hải quân đánh bộ 126.
Năm 1980, Lữ đoàn Hải quân đánh bộ 126 về đóng quân tại Hải Phòng, trong điều kiện dã ngoại ở nhà dân, cán bộ, chiến sĩ Lữ đoàn vừa huấn luyện vừa giúp dân Đồ Sơn quai đê lấn biển. Trong hai năm 1983 - 1984, Lữ đoàn đóng quân ở Thanh Hóa, vừa huấn luyện, diễn tập, sẵn sàng chiến đấu, vừa giúp nhân dân sản xuất được Bộ Quốc phòng và Bộ Tư lệnh Hải quân đánh giá cao. Từ năm 1984 dấn năm 1987, Lữ đoàn cơ động vào Đà Nẵng củng cố doanh trại, sẵn sàng cơ động chi viện trên các hướng theo yêu cầu nhiệm vụ của Bộ và Quân chủng. Từ năm 1987 đến tháng 6 năm 2002, Lữ đoàn đóng quân tại Cam Ranh, xây dựng cơ sở hạ tầng doanh trại, huấn luyện sẵn sàng chiến đấu, sẵn sàng cơ động chi viện Trường Sa, DK1, quần đảo Tây Nam, bảo vệ căn cứ Cam Ranh, thực hiện chính sách hậu phương quân đội, xây dựng cơ sở chính trị địa bàn đóng quân an toàn, nhiều năm liền Đảng bộ đạt trong sạch vững mạnh, đơn vị vững mạnh toàn diện. Là đơn vị cơ động sẵn sàng chiến đấu của Quân chủng đóng quân trải dài trên suốt chiều dài đất nước, thực hiện nhiều nhiệm vụ khác nhau, trong bất cứ điều kiện hoàn cảnh nào, Lữ đoàn luôn hoàn thành xuất sắc mọi nhiệm vụ được giao. Với những thành tích đặc biệt xuất sắc trong thời kỳ đổi mới, một lần nữa Lữ đoàn vinh dự được Đảng, Nhà nước phong tặng danh hiệu "Đơn vị Anh hùng lực lượng vũ trang nhân dân" ngày 22 tháng 12 năm 2004.
Sau gần 19 năm giải thể, để đáp ứng yêu cầu nhiệm vụ bảo vệ vùng biển, hải đảo của Tổ quốc trong giai đoạn mới, xét đề nghị của Quân chủng Hải quân, ngày 5 tháng 4 năm 2002, Bộ trưởng Bộ Quốc phòng ra Quyết định số 49/2002 đổi phiên hiệu đơn vị Lữ đoàn Hải quân đánh bộ 126 thành Lữ đoàn Hải quân đánh bộ 101 thuộc Quân chủng Hải quân. Chấp hành quyết định của Bộ trưởng Bộ Quốc phòng, ngày 26 tháng 4 năm 2002, Tư lệnh Quân chủng Hải quân ra Quyết định số 2178/QĐ-TL triển khai đổi phiên hiệu. Ngày 28 tháng 5 năm 2002, Tư lệnh Quân chủng Hải quân ra quyết định nêu rõ về xác định mốc thời gian tiếp nhận truyền thống, thành tích của Lữ đoàn Hải quân đánh bộ 101 là "Tiếp nhận truyền thống, thành tích của Lữ đoàn 101 được thành lập ngày 20 tháng 9 năm 1965 cho đến ngày giải thể Lữ đoàn năm 1983 và truyền thống của Lữ đoàn Hải quân đánh bộ 126 từ ngày thành lập 5-9-1975 trở đi (Trừ thành tích, truyền thống của Tiểu đoàn đặc công Hải quân 861) ". Ngày 10 tháng 7 năm 2002, tại cơ quan Lữ đoàn 126 Hải quân đánh bộ, Bộ Tư lệnh Hải quân long trọng tổ chức lễ đổi phiên hiệu Lữ đoàn Hải quân đánh bộ 126 thành Lữ đoàn Hải quân đánh bộ 101.
Lữ đoàn 147 đã được Đảng và Nhà nước tặng thưởng 01 Huân chương chiến công Hạng Nhì về thành tích trong huấn luyện, sẵn sàng cơ động; 01 Huân chương chiến công hạng Ba về thành tích tổng kết 10 năm thực hiện công tác dân vận (1989 – 1999); thành tích xuất sắc trong phong trào đền ơn đáp nghĩa 3 năm (2004 – 2006); 09 lần nhận cờ thi đua của Bộ Quốc phòng và 13 cờ thi đua của Bộ Tư lệnh Hải quân, được Đảng ủy Quân sự Trung ương tặng cờ "Đảng bộ cơ sở trong sạch, vững mạnh tiêu biểu xuất sắc" 5 năm (1996 – 2000)... Hiện nay,đoàn M47 được coi là đơn vị hùng mạnh nhất, "quả đấm thép" của Hải quân Nhân dân Việt Nam.
Hiện tại, Binh chủng Hải quân đánh bộ có hai đơn vị là Lữ đoàn 101 và Lữ đoàn 147.

## Huấn luyện

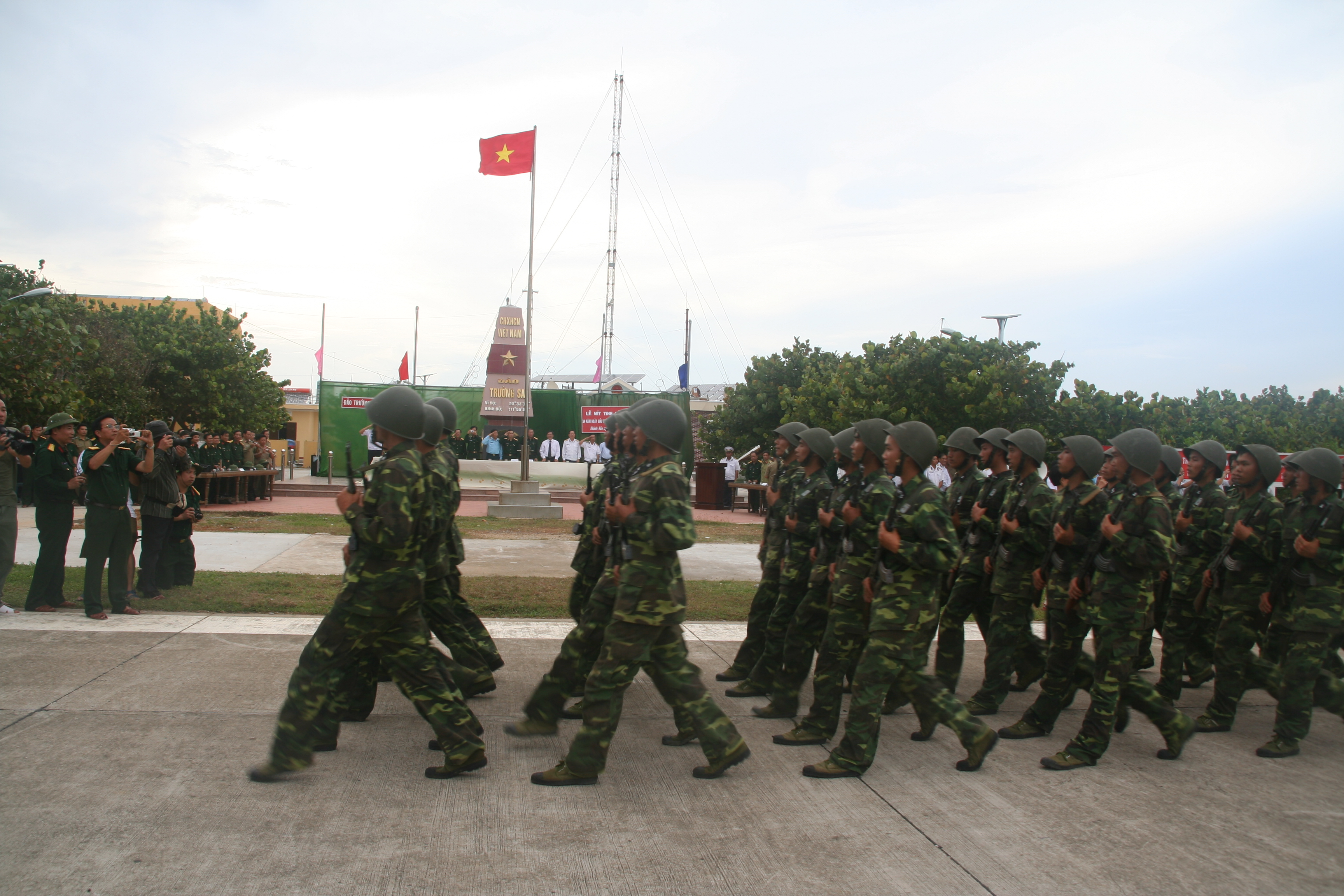
Hải quân Đánh bộ của Việt Nam tham gia duyệt binh trên đảo Trường Sa Lớn kỷ niệm 34 năm giải phóng hòn đảo này

Đã là lính hải quân đánh bộ thì tất cả đều phải biết bơi giỏi. Họ được huấn luyện học bơi từ tay không đến bơi mang theo vũ khí trang bị, bao gói vật dụng mang theo trên người. Họ còn phải học "thử sóng" bằng những bài tập thể lực đu quay, tập cách đi trên cầu sóng trong trạng thái liên tục chao đảo. Đây là thử thách bước đầu cho những người sợ độ cao và tiền đình kém.
Lính hải quân đánh bộ phải mang hành lý 35–40 kg và phải bơi được từ 3–5 km. Khi đã đạt yêu cầu về bơi, chiến sĩ hải quân đánh bộ sẽ tham gia những đợt huấn luyện chỉ thả trôi (không bơi) rất vất vả. Họ phải tập thả trôi liên tục từ 8h sáng đến 16h mới được vớt lên trong khoảng cách 7–10 km. Mùa đông thì thời gian rút ngắn hơn một chút, từ 10h-15h. Mức độ tập cứ tăng dần từ dễ lên khó, từ khó đến tăng thêm tính phức tạp và được luyện tập biệt lập sống trên đảo hoang không có nước ngọt. Mỗi người chỉ được cấp 3 lít nước/ngày và tuýp thực phẩm khẩu phần ăn chế biến sẵn rất khó ăn. Giai đoạn huấn luyện này tăng dần từ 2-3 ngày rồi trên bốn ngày.
Hằng năm, các lữ đoàn hải quân đánh bộ đều đưa nhiều đợt chiến sĩ ra đảo mà chủ yếu là Đảo Trường Sa nhằm huấn luyện hàng tháng trời cho quen sóng gió, quen đảo và sát với chiến trường. Mỗi chuyến đi là những thành viên tinh nhuệ nhất khi đã được tập hiệp đồng với các lực lượng và vượt qua vòng khám sức khỏe lần cuối.
Ngoài ra, các lữ đoàn hải quân đánh bộ cũng tổ chức nhiều cuộc tập trận mỗi năm ngay cả ở đảo xa nhằm trau dồi kinh nghiệm cũng như các kĩ năng chiến trường của các chiến sĩ.

## Nhiệm vụ hiện nay
| “                                                                    | Khi có chiến tranh xảy ra mà chiến trường là đảo do ta quản lý bị nước ngoài đánh chiếm thì hải quân đánh bộ là lực lượng phải lấy lại được đảo. | ” |
| — Thượng tá Hoàng Phú Vĩnh, lữ đoàn phó Lữ đoàn Hải quân đánh bộ 147 | |   |

Từ năm 1979 trở đi, quan hệ Việt-Trung rơi vào tình trạng căng thẳng cực kỳ vì cuộc Chiến tranh biên giới phía Bắc 1979. Đến năm 1988, tình hình ngày càng nguy cấp hơn khi Hải chiến Trường Sa 1988 nổ ra làm phía Hải quân Nhân dân Việt Nam mất 2 tàu vận tải, 64 thủy thủ của lữ đoàn hải quân 146 hy sinh, Việt Nam mất Đá Gạc Ma. Tuy đến năm 1991, Việt-Trung bình thường hóa quan hệ nhưng với sức mạnh về cả kinh tế lẫn quân sự của Trung Quốc ngày càng gia tăng khiến Việt Nam đề phòng.
Tình hình ngày càng phức tạp hơn nữa khi Trung Quốc đưa ra tuyên bố đòi chủ quyền đối với tất cả các hòn đảo, quần đảo bao gồm cả hai quần đảo Trường Sa và Hoàng Sa (thuộc chủ quyền Việt Nam) trong toàn bộ Biển Đông. Ngày 6 tháng 5 năm 2009,Trung Quốc trình tấm bản đồ đường đứt khúc chín đoạn (hay còn gọi đường lưỡi bò) lên Tổng thư ký Liên Hợp Quốc mà trong đó họ tuyên bố chủ quyền với toàn bộ Biển Đông. Ngay sau đó, ngày 7 tháng 5 năm 2009, Việt Nam, Malaysia và tiếp đó là Indonesia đã phản đối, bác bỏ. Tuy bị phản đối, đả kích liên tục kể cả nhiều năm sau cho đến bây giờ nhưng Trung Quốc vẫn đang thực hiện tham vọng độc chiếm Biển Đông của mình bằng cách tập trung phát triển tiềm lực quân sự. Chính vì những điều trên mà nhiệm vụ của Binh chủng Hải quân Đánh bộ, Quân đội nhân dân Việt Nam ngày càng to lớn, quan trọng và cấp thiết khi Biển Đông đã và đang trở thành "1 thùng thuốc nổ của châu Á", có thể phát nổ bất cứ lúc nào, nó còn đặc biệt phức tạp hơn khi các bên tham gia tranh chấp tại Biển Đông lại bao gồm 6 quốc gia và vùng lãnh thổ khác nhau (chưa kể đến sự can thiệp từ các cường quốc hay tổ chức bên ngoài hoặc các động thái quân sự của các bên tại Biển Đông). Một ví dụ điển hình về nhiệm vụ của hải quân đánh bộ trong tình hình hiên nay chính là Quần đảo Trường Sa. Nơi đây hiện có 5 quốc gia kiểm soát trong đó Việt Nam giữ 21 đảo đá, Philippines giữ 10, Trung Quốc giữ 7, Malaysia giữ 7 và Đài Loan giữ 2. Việc giữ được hay mất đi bất cứ 1 đảo thậm chí 1 đá nào khỏi quyền kiểm soát của Việt Nam trong quần đảo này sẽ phụ thuộc vào Quân chủng Hải quân nói chung và lực lượng Hải quân Đánh bộ Việt Nam nói riêng.

## Trang bị
| “                                                        | "....Hòa bình của chúng ta không phải là cầu hòa, Việt Nam không chấp nhận hòa bình lệ thuộc. Khi ta đã làm tất cả những gì có thể để gìn giữ hòa bình mà nước khác cứ muốn xâm hại lợi ích của đất nước ta thì lúc đó, thế của ta sẽ như cánh cung kéo hết, đã buông dây cung thì đó là sức mạnh vô cùng to lớn của cả dân tộc để bảo vệ Tổ quốc mình". | ” |
| — Thượng tướng Nguyễn Chí Vịnh, Thứ trưởng Bộ Quốc phòng | |   |

Hiện nay, lực lượng Hải quân đánh bộ của Việt Nam chỉ được trang bị các vũ khí của Liên Xô và các trang thiết bị của Mỹ thu được sau chiến tranh. Tuy vậy, với đòi hỏi của tình hình như hiện nay thì Nhà nước Việt Nam cũng bắt đầu tập trung đầu tư cho Hải quân Đánh bộ như việc trang bị Súng trường tấn công đời mới TAR-21 của Israel và nâng cấp các xe tăng lội nước PT-76 cho lực lượng này.

### Trang bị hiện nay
| Chủ loại                            | Nguồn gốc         | Loại                           |
| Súng bộ binh:                       | Súng bộ binh:     | Súng bộ binh:                  |
| ----------------------------------- | ----------------- | ------------------------------ |
| K-54                                | Liên Xô           | Súng ngắn                      |
| K-59                                | Liên Xô           | Súng ngắn                      |
| Stechkin APS                        | Liên Xô           | Súng ngắn, súng tiểu liên      |
| AK-47                               | Liên Xô           | Súng trường tấn công           |
| AKM                                 | Liên Xô           | Súng trường tấn công           |
| AK-74                               | Liên Xô           | Súng trường tấn công           |
| TAR-21                              | Israel            | Súng trường tấn công           |
| IMI Galatz                          | Israel            | Súng trường tấn công           |
| AKMS                                | Liên Xô           | Phiên bản báng gập của AKM     |
| AKS-74                              | Liên Xô           | Phiên bản báng gập của AK-74   |
| APS                                 | Liên Xô           | Súng trường tấn công dưới nước |
| RPD                                 | Liên Xô           | Súng máy hạng nhẹ              |
| RPK                                 | Liên Xô           | Súng máy hạng nhẹ              |
| RPK-74                              | Liên Xô           | Súng máy hạng nhẹ              |
| IMI Negev                           | Israel            | Súng máy hạng nhẹ              |
| SVD                                 | Liên Xô           | Súng bắn tỉa                   |
| PSL                                 | România           | Súng bắn tỉa                   |
| B41 (RPG-7)                         | Liên Xô           | Súng chống tăng                |
| Matardor                            | Israel            | Súng chống tăng                |
| AGS-17                              | Liên Xô           | Súng phóng lựu                 |
| M79                                 | Hoa Kỳ/ Việt Nam  | Súng phóng lựu                 |
| M32                                 | Nam Phi/ Việt Nam | Súng phóng lựu                 |
| Phương tiện cơ giới quân sự hỗ trợ: |                   |                                |
| PT-76                               | Liên Xô           | Xe tăng lội nước               |
| K-63                                | Trung Quốc        | Xe tăng lội nước               |
| BTR-60PB                            | Liên Xô           | Xe bọc thép lội nước           |
| Tàu đổ bộ lớp TCM T-4               | Liên Xô           | Tàu đổ bộ                      |
| Tàu đổ bộ lớp Polnocny              | Ba Lan            | Tàu đổ bộ                      |
| Tàu đổ bộ lớp LST                   | Hoa Kỳ            | Tàu đổ bộ                      |
| Xuồng CQ                            | Việt Nam          | Tàu đổ bộ                      |

## Tên gọi
Những người lính Hải quân Đánh bộ hay được gọi bằng cái tên Đặc công Hải quân vì đặc thù nhiệm vụ cũng như kĩ năng chiến đấu của binh chủng này cũng tinh nhuệ như lính đặc công của Lục quân nhưng thực chất đặc công hải quân và hải quân đánh bộ là 2 lực lượng khác biệt. Đặc công hải quân là lực lượng đặc nhiệm của Quân chủng Hải quân. Nhiều lữ đoàn hải quân đánh bộ như Lữ đoàn 126 tiền thân là đoàn đặc công hải quân 126 - là những chiến sĩ đặc công nước hay đặc công hải quân xưa đã lập nhiều chiến tích thời Chiến tranh Việt Nam. Hiện nay, lữ đoàn 126 lại trở thành 1 đơn vị đặc công hải quân sau khi tách ra vào năm 2002 thành 2 đơn vị chuyên biệt là lữ đoàn 101 hải quân đánh bộ và 126 đặc công hải quân.
Ngoài ra còn có tên gọi theo kiểu Hán Việt là Thủy quân Lục chiến nhưng ít sử dụng.

## Lực lượng hiện nay
Hai Lữ đoàn 101 và 147 ngày nay là lực lượng nòng cốt thực hiện nhiệm vụ phòng thủ các đảo trên vùng biển rộng lớn của tổ quốc Việt Nam.
- Lữ đoàn Hải quân đánh bộ 101: thuộc Vùng 4 Hải quân.[8]
- Lữ đoàn Hải quân đánh bộ 147: thuộc Vùng 1 Hải quân, thành lập năm 1978.[9][10]
- Lữ đoàn tàu vận tải, đổ bộ 955: thuộc Vùng 4 Hải quân, thành lập năm 2018.[11]
- Tiểu đoàn Hải quân đánh bộ 563: thuộc Vùng 5 Hải quân, thành lập năm 1977